# Colonia Brasil
Colonia Brasil är en ort i Mexiko.   Den ligger i kommunen San Antonio och delstaten San Luis Potosí, i den centrala delen av landet, 240 km norr om huvudstaden Mexico City. Colonia Brasil ligger 239 meter över havet och antalet invånare är 238.
Terrängen runt Colonia Brasil är lite kuperad. Runt Colonia Brasil är det ganska tätbefolkat, med 124 invånare per kvadratkilometer. Närmaste större samhälle är Villa Terrazas, 16,7 km söder om Colonia Brasil. I omgivningarna runt Colonia Brasil växer huvudsakligen savannskog.